# Кубок КСХС по футболу 1923
Кубок КСХС по футболу 1923 года, официально называвшийся «Кубком югославского футбольного союза» (сербохорв. Kup Jugoslavenskog nogometnog saveza 1923. / Куп Југословенског ногометног савеза 1923.) — первый кубковый турнир, проведённый футбольным союзом Югославии на территории Королевства Сербов, Хорватов и Словенцев.

## История
10 июня 1923 года в Бухаресте состоялась встреча сборных Румынии и КСХС, на октябрь 1923 года в Загребе был запланирован ответный товарищеский матч, но румыны из-за финансовых проблем на игру не приехали. В результате в последний момент футбольным союзом было принято решение организовать кубковое соревнование между четырьмя сильнейшими командами Загреба: в турнире приняли участие «Граджянски», «Конкордия», ХАШК и «Шпарта».
Все матчи турнира состоялись в один день, 14 октября. В связи с этим полуфиналы проходили по особому регламенту, полное время матча составляло 30 минут вместо 90. В финале встретились ХАШК и «Конкордия», ХАШК одержал победу со счётом 2:0. Оба мяча в финальном матче забил Эуген Плацериано. По окончании матча кубок команде-победителю вручил председатель футбольного союза Мирослав Петанек. В следующем году был вновь проведён розыгрыш Кубка, но уже в другом формате, с участием сборных команд городов.

## Результаты матчей

### Полуфиналы
| 14 октября 1923 года | \| «Конкордия» \| 1:0 \| «Граджянски» \| | Загреб, «Конкордия» |
| «Конкордия»          | 1:0                                      | «Граджянски»        |

| 14 октября 1923 года | \| ХАШК \| 1:0[7] \| «Шпарта» \| | Загреб, «Конкордия» |
| ХАШК                 | 1:0                              | «Шпарта»            |

### Финал
| 14 октября 1923 года | \| ХАШК \| 2:0 \| «Конкордия» \| \| Плацериано ?, ? \| Голы \| \| | Загреб, «Конкордия» |
| ХАШК                 | 2:0                                                               | «Конкордия»         |
| Плацериано ?, ?      | Голы                                                              |                     |